# Colton Haynes
Colton Lee Haynes, född 13 juli 1988 i Wichita, Kansas, är en amerikansk skådespelare och fotomodell. Han är mest känd från sin roll som Jackson Whittemore i TV-serien Teen Wolf.

## Bakgrund
Haynes växte upp på en gård i Andale, Kansas, men har också bott i Arkansas, New Mexico, Texas och Florida. Han har sagt att han är av Cherokee härkomst på sin fars sida, och av europeisk härkomst på sin mors sida. Han gick på Navarre High School (Florida), Andale High School (Kansas) och tog examen från Samuel Clemens High School i Schertz, Texas.
Haynes började sin karriär som modell vid femton års ålder i New York City, New York. Haynes började sin framgång efter att visas i en Bruce Weber photoshoot för Abercrombie & Fitch. Efteråt började Haynes modellera i kampanjer för Kira Plastinina, JC Penney och Ralph Lauren. Under 2008 fortsatte Haynes att modella i kampanjer som Verizon och medverkade även i ett flertal ledande tidningar som Teen Vogue och Arena.

## Filmografi
| År         | Titel                              | Roll               | Noteringar                             |
| ---------- | ---------------------------------- | ------------------ | -------------------------------------- |
| 2007       | CSI: Miami                         | Brandon Fox        | Avsnitt "Bang, Bang, Your Debt"        |
| 2007       | Transformers                       | "Cafe Kid"         | Uncredited                             |
| 2008       | Privileged                         | Alexander          | Avsnitt "All About Friends and Family" |
| 2008       | Pushing Daisies                    | Ares Kostopolous   | Avsnitt "Frescorts"                    |
| 2009       | Melrose Place                      | Jessie Roberts     | Avsnitt "Gower"                        |
| 2009       | Always and Forever                 | Scott Holland      | TV-film                                |
| 2010       | Look                               | Shane              | 11 avsnitt                             |
| 2010       | The Gates                          | Brett Crezski      | 13 avsnitt                             |
| 2011       | The Nine Lives of Chloe King       | Kai                | Avsnitt "Dogs of War"                  |
| 2011       | Charlie Brown: Blockhead's Revenge | Linus van Pelt     | Kortfilm                               |
| 2011–2012  | Teen Wolf                          | Jackson Whittemore | 24 avsnitt                             |
| 2013–nutid | Arrow                              | Roy Harper         |                                        |
| 2017       | Rough Night                        | Officer Scotty     |                                        |